# رأس الزند
يقع رأس الزند (بالإنجليزية: Head of ulna) في النهاية البعيدة لعظم الزند. عليها سطح مفصلي فيه جزء هلالي الشكل (أو بيضاوي) يتجه لأسفل ويتمفصل مع القرص المفصلي الثلاثي (بالإنجليزية: triangular articular disk) أو الغضروف المليّف المثلثي (بالإنجليزية: Triangular fibrocartilage) الذي يفصل رأس الزند عن مفصل رسغ اليد . الجزء الباقي من السطح يتوجه وحشيا ، وهو ضيق و محدب ، و تستقبله الثلمة الزندية للكعبرة .

## صور إضافية

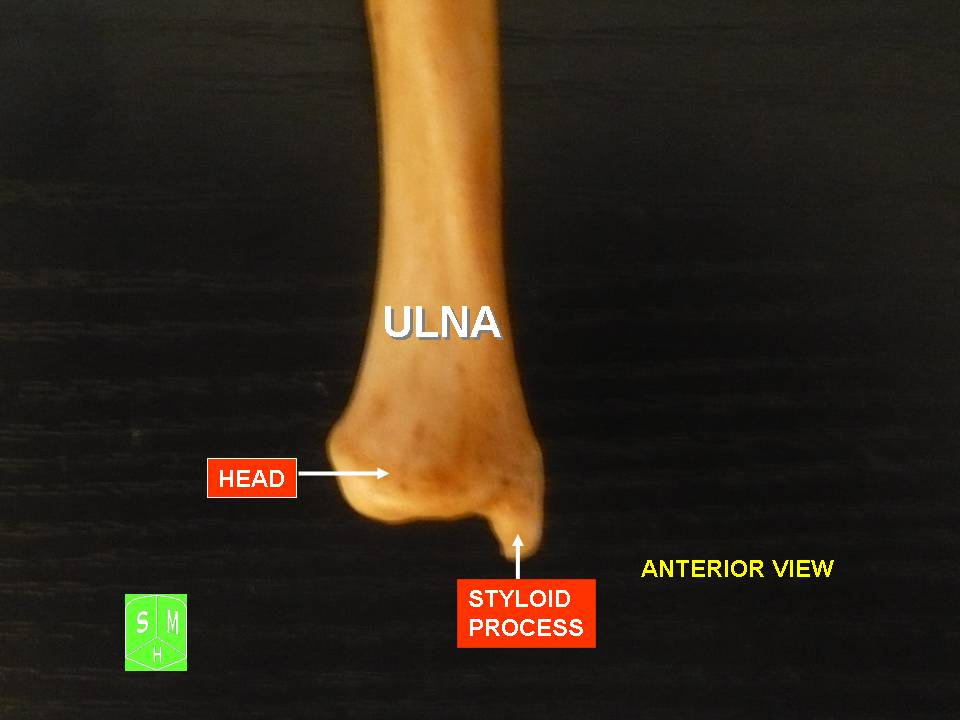
رأس الزند.
عظم الزند مبين باللون الأحمر ، و رأس الزند في نهايته البعيدة السفلية.
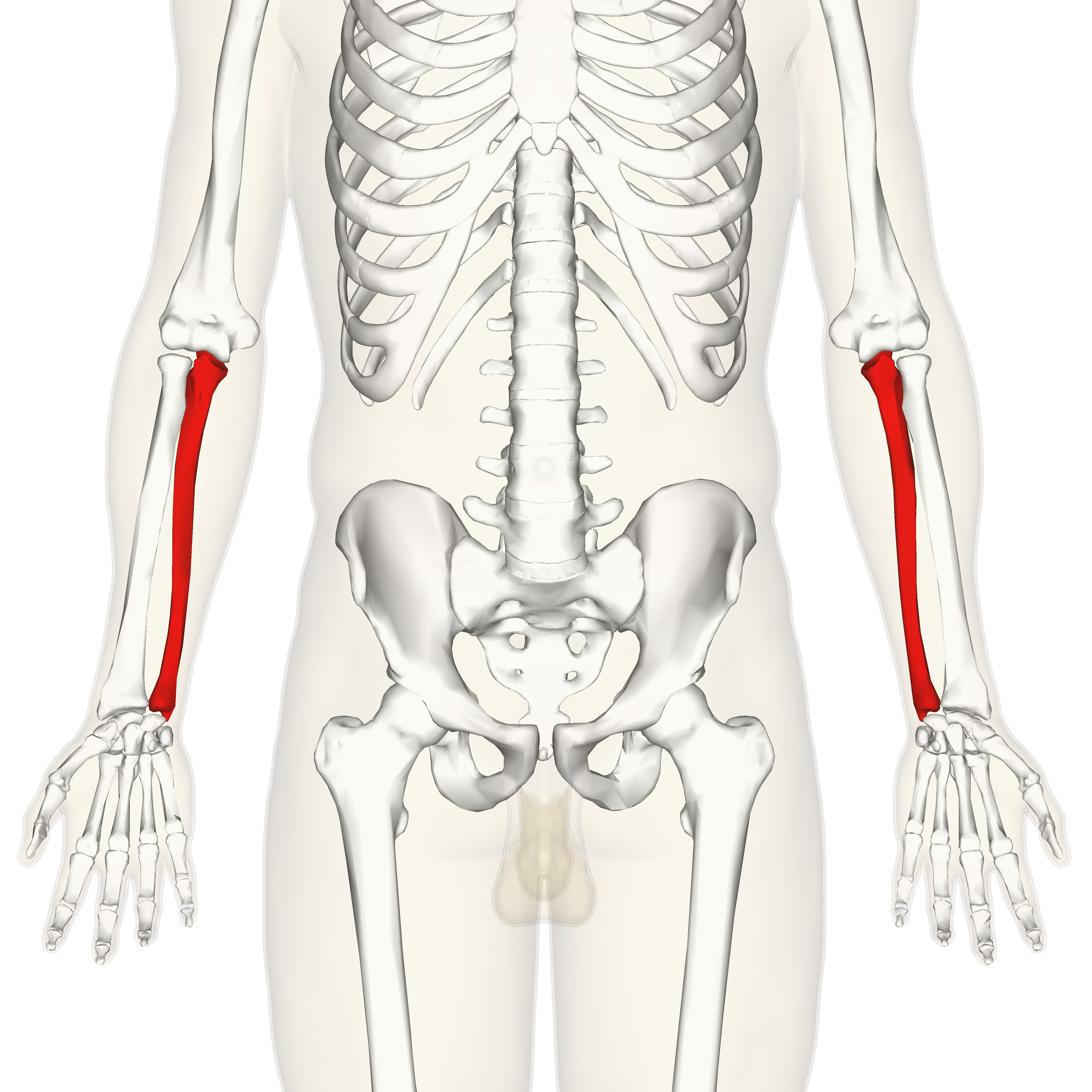
صورة أمامية.عظم الزند مبين باللون الأحمر ، و رأس الزند في نهايته البعيدة السفلية.
عظم الزند مبين باللون الأحمر ، و رأس الزند في نهايته البعيدة السفلية.
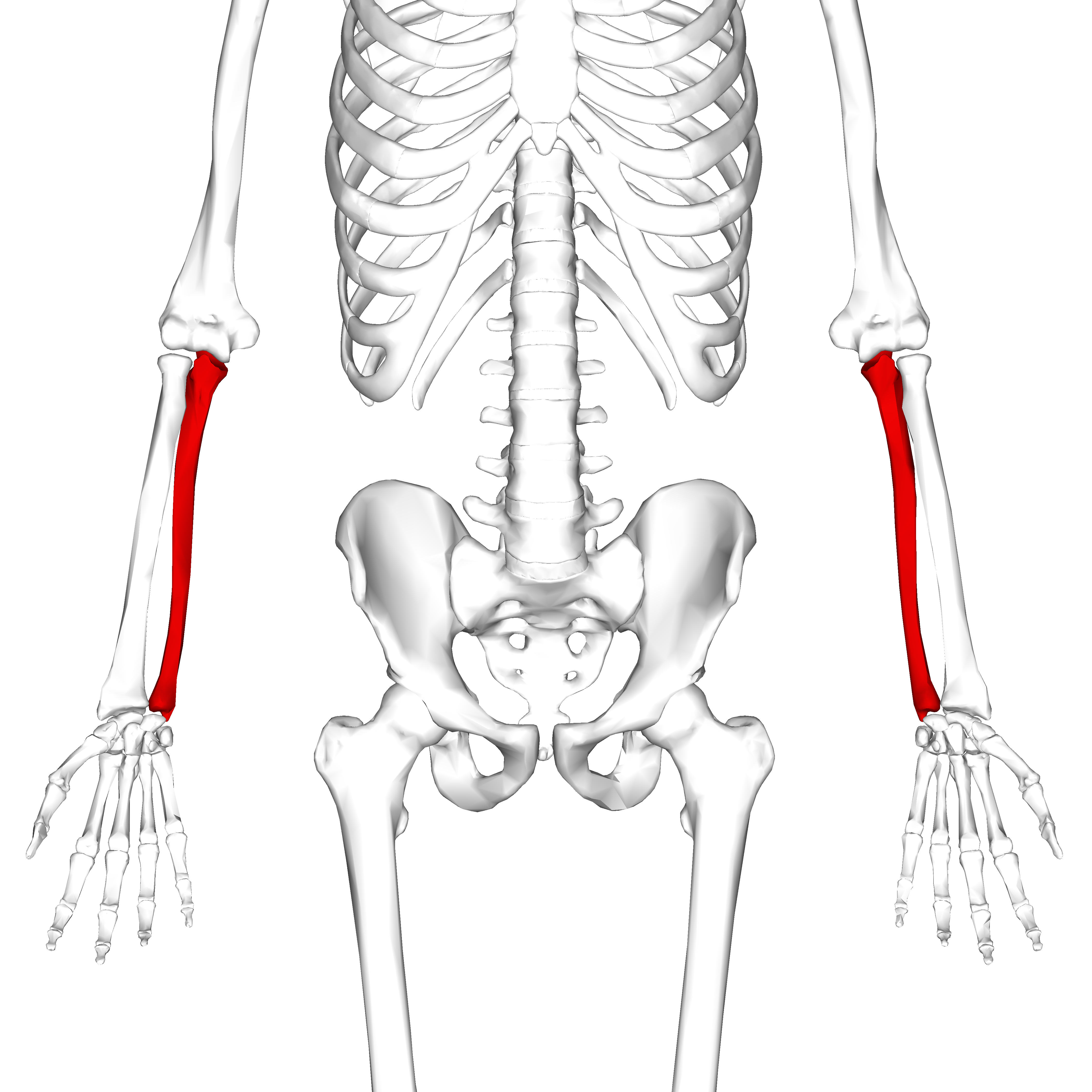
صورة أمامية.عظم الزند مبين باللون الأحمر ، و رأس الزند في نهايته البعيدة السفلية.
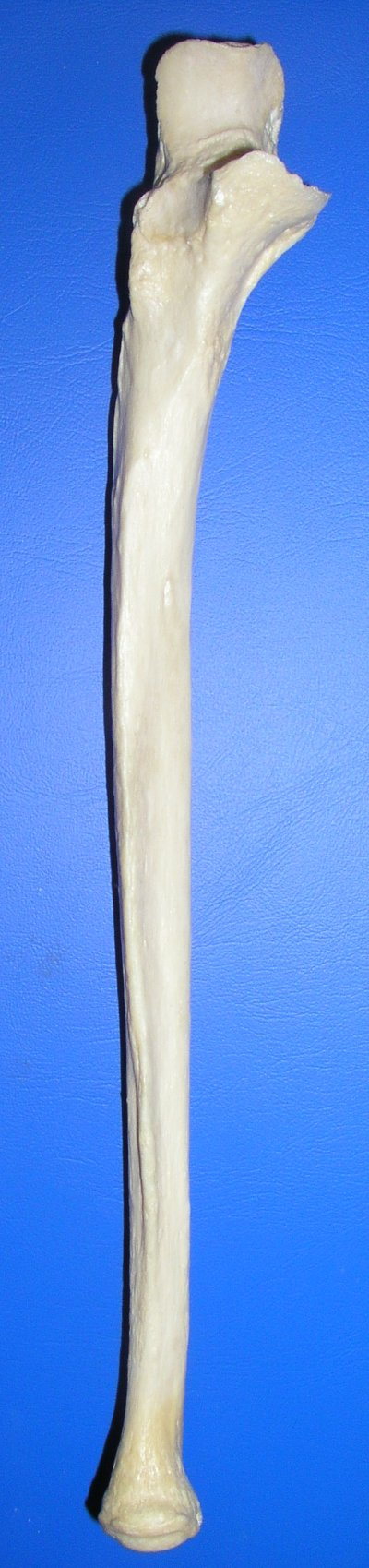
رأس الزند في نهاية العظم السفلية. عرض أمامي.
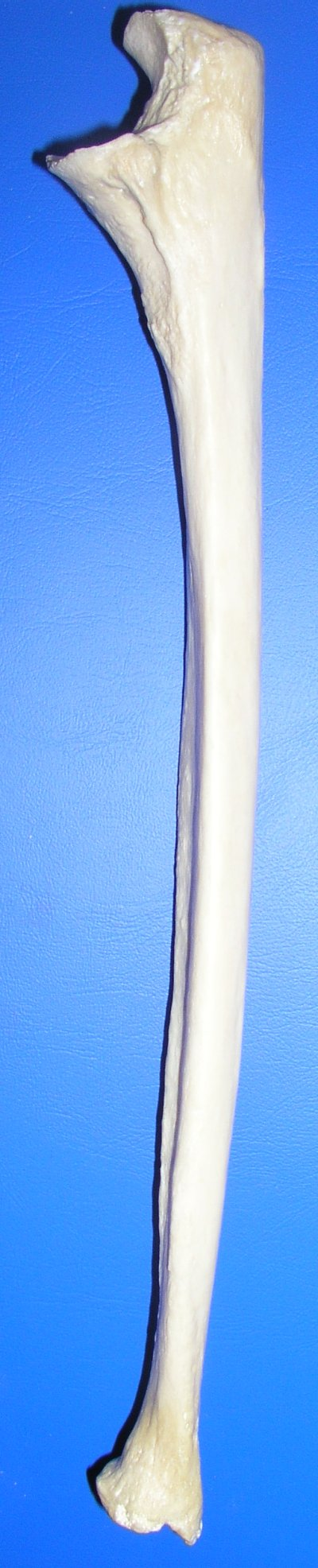
رأس الزند في نهاية العظم السفلية. عرض إنسي.
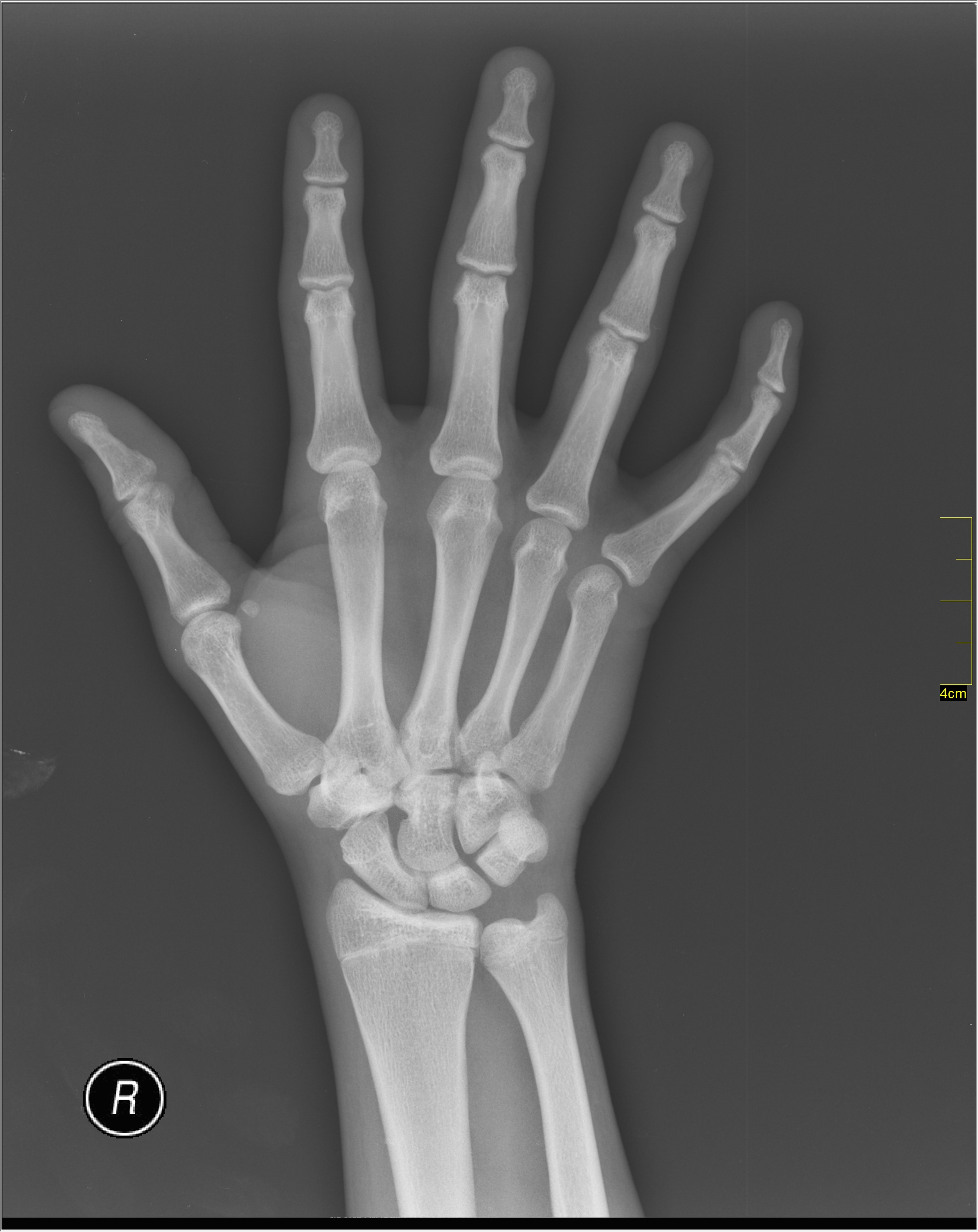
صورة بالأشعة السينية لليد اليمنى. رأس الزند هو العظم الطويل ، أسفل يمين الصورة.

## وصلات خارجية
- http://academic.wsc.edu/faculty/jatodd1/351/ulna_radius.jpg نسخة محفوظة 17 ديسمبر 2008 على موقع واي باك مشين.